# Ceratophyllus chasteli
Ceratophyllus chasteli är en loppart som beskrevs av Beaucournu, Monnat et Launay 1982. Ceratophyllus chasteli ingår i släktet Ceratophyllus och familjen fågelloppor. Inga underarter finns listade i Catalogue of Life.